# Бернард Роджерс
Бе́рнард Ро́джерс, повне ім'я — Бе́рнард Ві́льям Ро́джерс (англ. Bernard William Rogers; 16 липня 1921, Ферв'ю, Канзас, США — 27 жовтня 2008, Фолз-Черч, Вірджинія, США) — американський військовослужбовець, Генерал армії США, Начальник штабу Армії США, Головнокомандувач Збройними силами США в Європі, Головнокомандувач об'єднаними збройними силами НАТО в Європі. Нагороджений медаллю за видатну службу в Збройних силах, Срібною Зіркою, медаллю Легіон Заслуг, Хрестом льотних заслуг.

## Біографічні відомості
Бернард Роджерс народився 16 липня 1921 року в маленькому містечку Ферв'ю округу Браун (Канзас). Закінчив Канзаський університет. У 1949 році вступив до Військової академії США. У червні 1943 року закінчив навчання, отримавши звання Першого капітана кадетського корпусу. Згодом пішов служити в 275-й піхотний полк, 70-ї стрілецької дивізії. Отримав звання другого лейтенанта. В рамках підготовки до участі в Другій світовій війні закінчив навчання в американській піхотній школі Форт-Беннінг.

## Кар'єра
У грудні 1943 року Роджерс отримав звання першого лейтенанта, а в лютому 1945-го — звання капітана. З 1945 по 1947 рр. був помічником Марка Кларка, Верховного комісара в Австрії. У 1947 році Роджерс став стипендіатом програми Родса, отримавши право навчатися в Оксфордському університеті. У 1950 році закінчив університет бакалавром філософії, політики та економіки (пізніше магістра). Під час перебування в Оксфорді він отримав звання капітана.
Після завершення навчання в Оксфордському університеті Роджерс став помічником начальника Армії польових сил. В 1951 році закінчив розширений курс навчання в Піхотному училищі. У 1952 році відправлений на війну в Корею, де командував 3-м батальйоном, 9-ї піхотної дивізії. У серпні 1953 присвоєно звання підполковника.
У жовтні 1966 року призначений помічником командира першої піхотної дивізії в операціях у В'єтнамі (1966—1967). У червні 1968 року отримав звання полковника, а пізніше — звання бригадного генерала.
Як помічник командира першої піхотної дивізії у В'єтнамі, генерал Роджерс за видатні заслуги був нагороджений медаллю за видатну службу в Збройних силах, Срібною Зіркою, медаллю Легіон Заслуг, Хрестом льотних заслуг.
Після повернення з В'єтнаму Роджерс служив комендантом у корпусі кадетів у Вест-Пойнті.
У лютому 1970-го року отримав звання генерал-майора. У червні 1973 року зайняв посаду заступника начальника штабу з персоналу армії. У 1974 році отримав звання генерал-полковника і був призначений командуючим силами армії США у Форт-Макферсон.
1 жовтня 1976 року призначений Начальником штабу армії Сполучених Штатів Америки. В червні 1979 року Президент США Джиммі Картер запропонував кандидатуру Роджерса на посаду головнокомандувача об'єднаними збройними силами НАТО в Європі. Кандидатура була підтримана і у липні 1979 року він приступив до обов'язків одночасно з обов'язками головнокомандувача Збройними силами США в Європі. Він обіймав цю посаду понад 8 років: довше, ніж будь-який інший ВГ ОЗС НАТО в Європі. У 1980-х роках отримав звання генерала армії США.

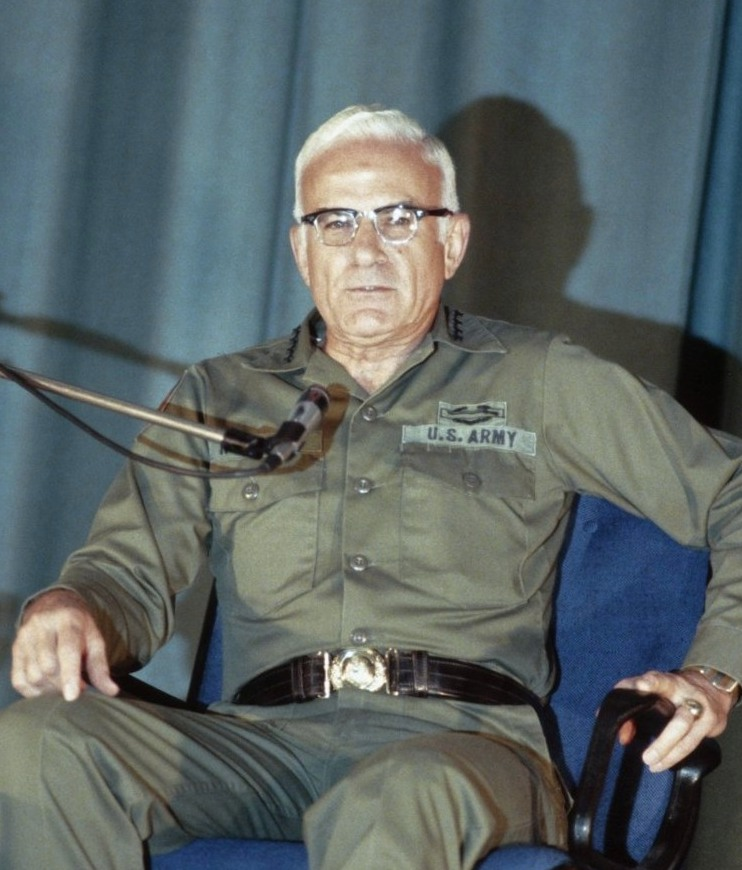
Бернард Роджерс у 1983 році (Німеччина)

У 1987 році Роджерс подав у відставку. Став директором Ради з міжнародних відносин і Атлантичної ради США, був консультантом та директором кількох компаній, в тому числі Coca-Cola і General Dynamics.
Помер в Inova Fairfax Hospital після перенесеного серцевого нападу. Похований на кладовищі Вест-Пойнта.
Був одружений з Енн Еллен Джонс. Мав сестру, брата, троє дітей, шість онуків і трьох правнуків.

## Нагороди
| Стрічка | Назва                                           |
|         | Хрест «За видатні заслуги» (США)                |
|         | Медаль за видатну службу в Збройних силах (США) |
|         | Срібна Зірка (США)                              |
|         | Легіон Заслуг (США) (4 рази)                    |
|         | Хрест льотних заслуг (США) (тричі)              |
|         | Бронзова Зірка (США) (двічі)                    |
|         | Медаль ВПС (США)                                |
|         | Похвальна медаль (США) (двічі)                  |
|         | Національний орден В'єтнаму                     |
|         | Хрест за хоробрість (В'єтнам)                   |